# Eugénie Fiocre

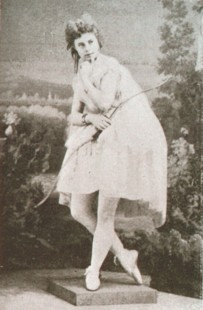
Eugénie Fiocre (vermutlich Juli 1864)

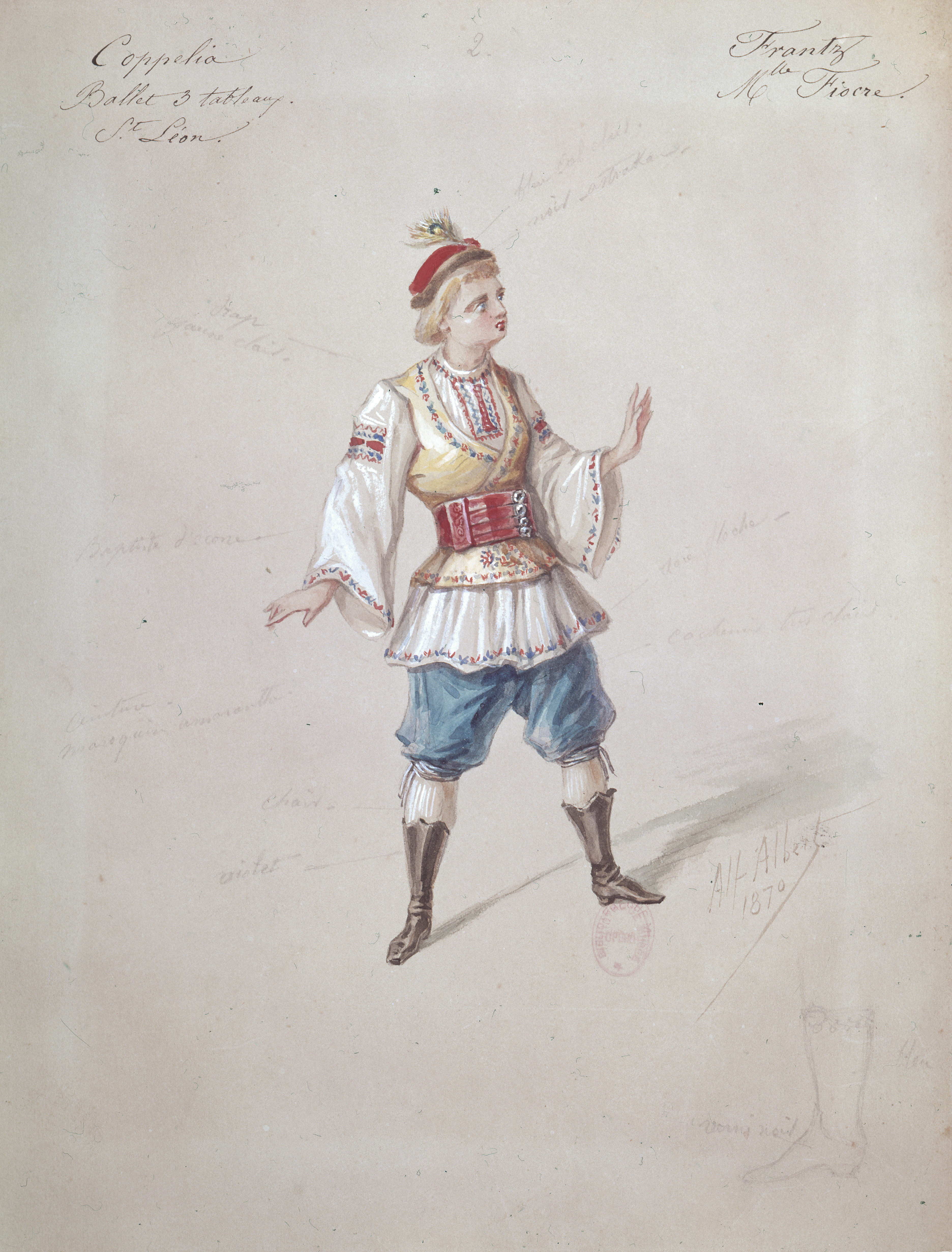
Kostümentwurf für Eugénie Fiocre als Frantz in Coppélia

Eugénie Fiocre (* 2. Juli 1845 in Paris; † 6. Juni 1908) war eine französische Tänzerin.
Eugenie Fiocre war von 1864 bis 1875 Primadonna an der Pariser Oper. Nach Heirat 1870 Marquise de Crequi de Courtivron-Monfert. In der Uraufführung des Ballettes La Source (1866) von Minkus und Léo Delibes tanzte sie die Nouredda. Sie war auch bekannt für Hosenrollen, so spielte sie 1870 bei der Uraufführung von Delibes’ Coppélia den Frantz.
Ihre Bekanntheit hielt sich vor allem deswegen, weil sie in Werken von Degas und Carpeaux verewigt wurde:
- Edgar Degas’ Gemälde Mlle Fiocre im Ballet La Source (1868) hängt im Brooklyn Museum in New York.
- Jean-Baptiste Carpeaux’ (1827–1875) Porträtbüste von Fiocre (1869) steht im Pariser Musée d’Orsay.